# Wasilij Tarasow (żołnierz)
Wasilij Gieorgijewicz Tarasow, ros. Василий Георгиевич Тарасов (ur. w 1920 r. w Woroneżu, zm. ?) – radziecki wojskowy, jeniec wojenny u Niemców podający się za syna  Wiaczesława Mołotowa podczas II wojny światowej.
Pracował jako szofer. Po ataku wojsk niemieckich na ZSRR 22 czerwca 1941 r. został zmobilizowany do Armii Czerwonej. Służył na froncie jako kierowca w stopniu starszyny. W połowie października tego roku w rejonie Kaługi dostał się do niewoli niemieckiej. Widząc, jak Niemcy traktują zwykłych żołnierzy, podał się za porucznika Gieorgija Skriabina, syna ministra spraw zagranicznych ZSRR Wiaczesława Mołotowa, urodzonego 11 lutego 1919 r. na Kremlu. W rezultacie został przewieziony do więzienia Charlottenburg w Berlinie, gdzie prowadzono jego specjalne przesłuchania. Niemcy postanowili ten fakt wykorzystać propagandowo. W obecności zagranicznych korespondentów prasowych przeprowadzili rozmowę z W. G. Tarasowem w celu udowodnienia jego dobrego traktowania. Następnie radio berlińskie przedstawiło jego odezwę skierowaną po rosyjsku do żołnierzy Armii Czerwonej, aby przechodzili na stronę Niemców. W kolejnych miesiącach była ona rozpowszechniana na całej linii frontu wschodniego. Z kolei władze ZSRR wydały oficjalne oświadczenie, że W. Mołotow nie ma żadnego syna. Po pewnym czasie w niewoli niemieckiej znalazł się kolejny żołnierz, Wasilij Kokorin, który też twierdził, że jest synem sowieckiego ministra spraw zagranicznych. We wrześniu 1942 r. Niemcy dokonali konfrontacji obu „braci”. Dopiero w połowie stycznia 1943 r. W. Tarasow przyznał się do kłamstwa. W tej sytuacji, nie chcąc przyznać się do błędu, Niemcy dyskretnie przenieśli go wraz z W. Kokorinem do specjalnego oddziału obozu koncentracyjnego Sachsenhausen, rezygnując jednocześnie z dalszej akcji propagandowej. Ostatnie ślady pobytu tam W. Tarasowa są datowane na sierpień 1944 r. Dalsze jego losy są nieznane.